# Liste der Dozenten und Absolventen der Hochschule für Gestaltung Offenbach am Main

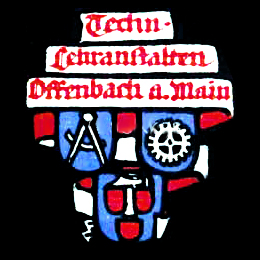
Logo 1908

Hier werden Personen gelistet, die Dozenten und Absolventen der Hochschule für Gestaltung in Offenbach am Main sind oder waren.

## Direktoren und Präsidenten der Hochschule
| Person            | Beruf                   | Status                                      |
| ----------------- | ----------------------- | ------------------------------------------- |
| Eberhardt, Hugo   | Architekt und Designer  | Professor, Direktor bis 1940                |
| Battes, Alexander | Kunsthistoriker         | Direktor 1946 bis 1954                      |
| Gowa, Henry       | Maler und Bühnenbildner | Direktor 1954 bis 1964                      |
| Döpfner, Dieter   | Architekt               | Direktor 1966 bis 1970                      |
| Voss, Hans        | Kunsthistoriker         | Professor, Direktor 1970 bis 1974           |
| Steinel, Kurt     | Zeichner                | Professor, Direktor 1974 bis 1994           |
| Luy, Wolfgang     | Bildhauer               | Professor, Direktor/Präsident 1996 bis 2000 |
| Mußmann, Frank    | Verwaltungsjurist       | Präsident von 2000 bis 2006                 |
| Kracke, Bernd     | Neue Medien             | Professor, Präsident von 2006 bis 2024      |
| Franzen, Brigitte | Kulturwissenschaftlerin | Präsidentin seit 2024                       |

## Professorinnen und Professoren der Hochschule
| Person                  | Beruf                      | Status                       |
| ----------------------- | -------------------------- | ---------------------------- |
| Bertsch, Georg-Christof | Designmanager und Autor    | Honorarprofessor seit 2009   |
| Bieling, Tom            | Designforscher             | Professor seit 2022          |
| Blum, Heiner            | Künstler                   | Professor seit 1997          |
| Bouchet, Mike           | Bildhauer                  | Professor seit 2019          |
| Buck, Alex              | Marken- und Designstratege | Honorarprofessor seit 2013   |
| Cmelka, Kerstin         | Künstlerin                 | Professorin seit 2019        |
| Eckart, Peter           | Produktgestalter           | Professor seit 2000          |
| Martin Gessmann         | Philosoph                  | Professor seit 2011          |
| Hesse, Klaus            | Grafiker                   | Professor seit 2000          |
| Holzbach, Markus        | Architekt                  | Professor seit 2009          |
| Janecke, Christian      | Kunsthistoriker            | Professor seit 2006          |
| Klemp, Klaus            | Designhistoriker           | Professor seit 2014          |
| König, Eike             | Grafiker                   | Professor seit 2011          |
| Liebscher, Martin       | Künstler                   | Professor seit 2007          |
| Lobe, Sascha            | Typograph                  | Professor seit 2010          |
| Lorke, Werner           | Physiker                   | Professor seit 2004          |
| Pfeffer, Susanne        | Kunsthistorikerin          | Honorarprofessorin seit 2019 |
| Oppermann, Alexander    | Künstler                   | Professor seit 2010          |
| Oschatz, Sebastian      | Gestalter                  | Honorarprofessor seit 2018   |
| Rebentisch, Juliane     | Philosophin                | Professorin seit 2011        |
| Reski, Gunter           | Maler                      | Professor seit 2013          |
| Ries, Marc              | Philosoph                  | Professor seit 2009          |
| Schuppelius, Heike      | Bühnenbildnerin            | Professorin seit 2018        |
| Manfred Stumpf          | Künstler                   | Professor seit 1995          |
| Vöckler, Kai            | Urbanist                   | Stiftungsprofessor seit 2010 |
| Zebner, Frank Georg     | Designer                   | Professor seit 2008          |

## Ehemalige Lehrkräfte
| Person                       | Beruf                               | Status                       |
| ---------------------------- | ----------------------------------- | ---------------------------- |
| Baum, Johann-Peter           | Grafiker                            | Dozent 1982 bis 2011         |
| Baviera, Vincenzo            | Bildhauer                           | Professur 1984 bis 1985      |
| Bohn, Hans                   | Grafiker und Schriftgestalter       | 1946–1956                    |
| Böhm, Dominikus              | Architekt und Kirchenbaumeister     | Professur 1908 bis           |
| Brillowska, Mariola          | Künstlerin                          | Professur 2005 bis 2013      |
| Brockmann, Karl              | Ingenieur und Gestalter             | Professur 1900 bis 1920      |
| Bürdek, Bernhard E           | Industriedesigner und Theoretiker   | Professur 1979 bis 2013      |
| Cetto, Max                   | Architekt                           | 1928–1932                    |
| Czóbel, Isolde               | Malerin und Textildesignerin        | Professur 1924 bis 1944      |
| Ehmcke, Fritz                | Grafiker und Architekt              |                              |
| Enders, Ludwig               | Grafiker und Industriedesigner      | Professur ca. 1920–1945      |
| Engel, Ernst                 | Grafiker                            | 1919 bis mindestens 1926     |
| Fischer, Richard             | Industriedesigner                   | Professur bis 2000           |
| Fischer, Volker              | Designkritiker                      | Honorarprofessur             |
| Gabriel, Ulrike              | Künstlerin                          | Professur 2006 bis 2012      |
| Gelhaar, Klaus               | Bühnenbildner                       | Professur 1981 bis 1992      |
| Gros, Jochen                 | Industriedesigner und Theoretiker   | Professur 1974 bis 2004      |
| Häusler, Philipp (1887–1966) | Architekt                           | Professur 1926               |
| Heckmann, Herbert            | Schriftsteller                      | Professur 1980 bis 1995      |
| Heiliger, Stefan             | Automobil- und Möbeldesigner        | Professur 1977 bis 2004      |
| Herbst, Helmut               | Filmemacher                         | Professur 1985 bis 2000      |
| Hermkes, Bernhard            | Architekt                           | Professur 1929 bis 1932      |
| Heßler, Martina              | Historikerin                        | Professur 2006 bis 2009      |
| Hoefer, Karlgeorg            | Typograph                           |                              |
| Holz, Franz                  | Innenarchitekt                      | Professur 1926               |
| Huber, Karl                  | Maler und Bildhauer                 | Professur 1926               |
| Jankowski, Adam              | Maler                               | Professur 1987 bis 2013      |
| Klein, Emil                  | Autor „Der Bau- und Möbelschreiner“ | Studienrat                   |
| Koch, Rudolf                 | Typograph                           | Professur 1926               |
| Kellner, Petra               | Produktgestalterin                  | Professur 1990 bis 2019      |
| Kramer, Lore                 |                                     | Professur 1974 bis 1988      |
| Kreutz, Heinz                | Maler des Informel                  | Dozent 1971 bis 1973         |
| Leisegang, Dieter            | Autor, Philosoph und Übersetzer     | Dozent 1968 bis 1971         |
| Luy, Wolfgang                | Bildhauer                           | Professur 1989 bis 2015      |
| Panton, Verner               | Architekt und Industriedesigner     | Gastprofessur 1984 bis       |
| Pape, Rotraut                | Künstlerin                          | Professur 2004 bis 2019      |
| Rings, Josef                 | Architekt und Städteplaner          | Professur 1908 bis           |
| Rohse, Otto                  | Typograph und Illustrator           | 1960 bis 1961                |
| Rosalie (Müller, Gudrun)     | Bühnen- und Kostümbildnerin         | Professur 1995 bis 2017      |
| Scheinpflug Gustav           | Architekt und Industriedesigner     |                              |
| Schlingensief, Christoph     | Regisseur                           | Dozent 1983 bis 1986         |
| Schmidt, Burghart            | Philosoph                           | Professur 1998 bis 2011      |
| Schmidt, Hans                | Schriftgestalter                    | Professur 1963 bis           |
| Schwagenscheidt, Walter      | Architekt                           | Dozent 1927 und 1950er Jahre |
| Schwarz, Rudolf              | Architekt                           | 1925 bis 1927                |
| Spree, Lothar                | Filmemacher                         | Professur 2000 bis 2002      |
| Staudt, Klaus                | Bildhauer                           | Professur 1974 bis 1994      |
| Steudel, Maria               | Textildesignerin                    | Professur 1924 bis 1955      |
| Throll, Richard              | Grafiker und Maler                  | Professur 1926               |
| Vogl, Mizzi                  | Textilkünstlerin                    | Dozentin 1914                |
| Wiemeler, Ignatz             | Taschendesigner und Buchbinder      | Dozent 1921 bis 1925         |
| Zapf, Hermann                | Typograph                           | Dozent 1948 bis 1950         |

## Bekannte Absolventinnen und Absolventen
| Person                  | Beruf                                                  | Status                          |
| ----------------------- | ------------------------------------------------------ | ------------------------------- |
| Frank Georg Zebner      | Designer (u. a. für Siemens und bulthaup)              | Studium von 1987 bis 1989       |
| Karl Friedrich Lippmann | Maler                                                  | Studium um 1900                 |
| Rudolf Goedecke         | Architekt                                              | Studium bis 1905                |
| Karl Friedrich Brust    | Maler                                                  | Studium 1913 bis 1914           |
| Ernst Balser            | Architekt                                              | Studium von 1914 bis 1926       |
| Willem Grimm            | Maler                                                  | Grafikstudium von 1919 bis 1921 |
| Friedrich Heinrichsen   | Typograf und Schriftsteller                            | Studium 1919 bis 1922           |
| Gottfried Richter       | Maler und Grafiker                                     | Studium ab 1920                 |
| Adolf Bode              | Maler                                                  | Studium 1920er Jahre            |
| Herbert Post            | Schriftkünstler, Typograf und Buchgestalter            | Studium von 1921 bis 1924       |
| Gotthard de Beauclair   | Verleger, Buchgestalter und Lyriker                    | Studium von 1923 bis 1925       |
| Berthold Wolpe          | Typograf und Grafiker                                  | Promotionsstudium bis 1928      |
| Erich Martin            | Maler                                                  | Studium 1926–1928               |
| Fritz Kredel            | deutsch-amerikanischer Grafiker                        | Studium 1920er bis 1930er       |
| Erich Meyer             | Typograf                                               | Studium 1920er bis 1930er       |
| Johannes Krahn          | Architekt                                              | 1923–1929                       |
| Anke Kuhl               | Illustratorin                                          | Studium bis 1999                |
| Lucy Hillebrand         | Architektin                                            | Studium 1925–1928               |
| Heinrich Reinhardt      | Architekt                                              |                                 |
| Heinrich Pauser         | Schriftentwerfer und Grafiker                          |                                 |
| Warren Chappell         | amerikanischer Grafiker                                | Studium 1931–1935               |
| Günther Kieser          | Grafiker                                               | Studium von 1946 bis 1949       |
| Hans Michel             | Grafiker                                               |                                 |
| Hans Steinbrenner       | Bildhauer                                              | Studium von 1946 bis 1949       |
| Bernd Rosenheim         | Bildhauer                                              | Studium ab 1948                 |
| Kurt Halbritter         | Karikaturist                                           | Studium von 1948 bis 1952       |
| Friedrich Poppl         | Typograf                                               | Studium von 1950 bis 1953       |
| Dieter W. Leitner       | Journalist, Schriftsteller, Typograf und Buchgestalter | Studium ab 1954                 |
| Claus Seitz             | Buchgrafiker und Buchgestalter                         | Studium vor 1959                |
| Klaus Steinbrenner      | Architekt und Bildhauer                                | Studium von 1955 bis 1958       |
| Rosa von Praunheim      | Filmregisseur                                          | Studium von 1957 bis 1958       |
| Franz Erhard Walther    | Bildhauer, Prozesskünstler                             | Studium von 1957 bis 1959       |
| Bernhard Jäger          | Maler, Grafiker und Bildhauer                          | Studium von 1957 bis 1961       |
| Thomas Bayrle           | Maler, Grafiker und Video-Künstler                     | Studium von 1958 bis 1961       |
| Bengt Fosshag           | Grafikdesigner und Illustrator                         |                                 |
| Alfred Harth            | Komponist                                              | Studium 1969                    |
| Christian Rothmann      | Maler, Grafiker                                        | Studium 1976                    |
| Christiaan Tonnis       | Maler, Zeichner und Videokünstler                      | Studium von 1980 bis 1985       |
| Oliver Grabes           | Chefdesigner der Braun AG seit 2009                    | Studium von 1986 bis 1993       |
| Alexander Branczyk      | Grafiker                                               |                                 |
| Thomas Nagel            | Grafikdesigner                                         |                                 |
| Anja Harms              | Grafikdesignerin und Buchkünstlerin                    |                                 |
| Parastou Forouhar       | iranische Künstlerin                                   |                                 |
| Emilia Neumann          | Bildhauerin                                            | Studium ab 2006                 |
| Claire Walka            | Autorin, Regisseurin                                   |                                 |
| Anne Imhof              | Performancekünstlerin                                  | Studium von 2000 bis 2003       |
| Markus Weisbeck         | Grafikdesigner                                         | Studium von 1990 bis 1997       |
| Bernd Pfarr             | Maler und Comiczeichner                                | Studium von 1978 bis 1986       |